# Kalelu
Kalelu is een bestuurslaag in het regentschap Flores Timur van de provincie Oost-Nusa Tenggara, Indonesië. Kalelu telt 776 inwoners (volkstelling 2010).